# Кілікійський католикосат Вірменської апостольської церкви
Вірме́нський католико́сат Вели́кого до́му Кілікі́ї (вірм. Կաթողիկոսութիւն Հայոց Մեծի Տանն Կիլիկիոյ, трансліт. Kat̕oġikosowt̕iwn Hayoc̕ Meçi Tann Kilikioy) — автокефальний католикосат Вірменської апостольської церкви (ВАЦ), який визнає першість честі Ечміадзінського Верховного патріарха і Католикоса всіх вірмен.
Резиденція Кілікійського католикоса після геноциду вірмен в Туреччині в 1930 році була перенесена з Кілікії до Антеліасу (Ліван). У веденні Кілікійського католикосату перебувають єпархії ВАЦ в Лівані, Сирії, Кіпрі.

## Історія

### Рання історія Вірменської церкви
Виникнення Вірменської церкви бере свій початок з апостольської епохи і за давньою традицією вона була встановлена святими Тадеєм та Вартоломієм. У 301 р. вірмени офіційно прийняли християнство як державну релігію.
Григорій Просвітитель, покровитель Вірменської апостольської церкви, та вірменський цар Тірідат III, правитель того часу, зіграли ключову роль в офіційній християнізації Вірменії. Св. Григорій Просвітитель став організатором ієрархії Вірменської Церкви. З того часу глави Вірменської церкви називаються католикосами і досі мають той самий титул. Святий Григорій обрав місцем католикосатету тодішнє столичне місто Вагаршапат у Вірменії. Він побудував понтифічну резиденцію біля церкви під назвою "Пресвята Богородиця" (яка в останні часи набула б ім'я Святого Ечміадзіна).
У 485 р. католикосат було перенесено до нової столиці Двіну. У X столітті вона переїхала з Двіна в Дзораванк, а потім в Агтамар (927 р.), В Аргіну (947 р.) Та в Ані (992 р.).

### Рання епоха католикосатату в Кілікії (1058–1293)
Після падіння Ані та Вірменського королівства Баградіц у 1045 році маси вірмен мігрували до Кілікії. Католикосат разом з людьми оселився там. Місце перебування церкви (тепер відоме як Католикосат Великого дому Кілікії) спочатку було встановлено в Сівасі (1058 р.), переїхавши до Тавблора (1062 р.), потім до Дзамендава (1066 р.), Джовка (1116 р.), Хромгла (1149 р.) і, нарешті, в Сісі (1293 р.), столиці Кілікійського королівства.
Після падіння Вірменського королівства Кілікія, в 1375 році, Церква також взяла на себе роль національного керівництва, а Католикос був визнаний етнархом (главою нації). Ця національна відповідальність значно розширила сферу місії Церкви.

#### Два католикосатати, починаючи з 1441 р.
У 1441 р. у Святій Ечміадзін в особі Кіракоса І Вірапеці з Вірменії був обраний новий Католикос усіх вірмен. У той же час католикос у відставці в Григорії IX Мусабегіан (1439–1446) залишався католикосом Великого дому Кілікії. Тому з 1441 р. В Вірменській Апостольській Церкві існують два католикосатати, що мають першість католикосату всіх вірмен у Матері Престолу Святого Ечміадзіна, визнаного Католикосататом Великого дому Кілікії. Верховний Патріарх і Католикос усіх вірмен проживає у Матері Престолу Святого Ечміадзіна.

### Католикосат у Сісі (1293–1930)

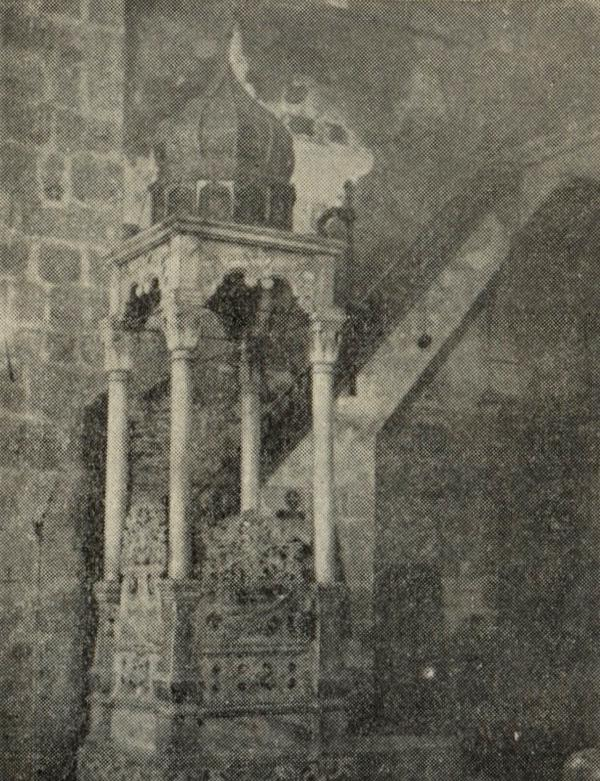
Катедра Вірменського католикосатету в Сісі (сьогодні Козан)

Місто Сіс (сучасний Козан, Адана, Туреччина) було центром Католикосатету Великого дому Кілікії більше шести століть, починаючи з 1293 року, коли Католикосат переїхав з Хромгла в Сіс. Монастир Святої Софії Сіської, будинок Католикосатету, домінує у місті на фотографіях початку 20 століття. Під час Геноциду вірмен, в 1915 році, вірменське населення в Кілікії було в основному знищено. Останнім католикосом, який проживав у Сісі, був Саак II (католикос з 1902 по 1939). У 1921 р. Після відновлених розправи над вірменами в Кілікії кемалістською Туреччиною Саак II разом із вцілілим вірменським населенням втік шукати притулку в Сирії.

### Католикосат в Антеліасі, Ліван (1930– по теперішній час)
Після виходу з приміщення Католикосатету в Сісі Саак II перебував у різних місцях Північної Сирії та в Лівані, керуючи справами Католикосатету.
У 1922 році Американський комітет допомоги на Близькому Сході створив притулок для дітей, що пережили геноцид, в Антіліясі. Він продовжував діяти до 1928 р. Після того, як у 1929 р. Сахак II звернувся до виконавчого комітету з фондом, у 1930 р. пустуючі будинки дитячого будинку були здані в оренду Католикосатату Кілікії на п'ять років для використання в якості місця для Католикосатату, та семінарію для підготовки священиків та вчителів. Фонд також погодився щороку сплачувати 6000–7000 доларів на поточні витрати. Перша меса в семінарії Католикосатею в Антеліасі відбулася в неділю, 12 жовтня 1930 року.
За допомогою пожертв Симона та Матільди Каєкджян Католикосат врешті придбав майно та землю, де розміщувався Католикосат в Антеліасі. Хворому Католикосу Сааку II, який помер у 1939 році, у пізніші роки допомагав Папкен I, який служив католикодським коад'ютором з 1931 року до своєї смерті в 1936 році.
Собор святого Григорія Просвітителя був побудований завдяки пожертві благодійника, ім'я якого, Саркіс Кенаджіян, було відкрите лише після його смерті, згідно з його бажанням. Була також побудована каплиця в пам'ять про півтора мільйона вірменських мучеників, потім резиденція для католикоса, що називається Вегаран (Վեհարան), і нова будівля Семінарії. Каплиця була побудована після пожертви благодійника та вірменсько-кіпрського благодійника Вахрама Утіджяна, сина Апісогома Утіджяна, офіційного перекладача британського уряду на Кіпрі. Однак музей "Кілікія" набагато пізніший розвиток; він був побудований та урочисто відкритий у 1997 році.
Таким чином, комплекс Католикосатету Великого дому Кілікії в Антеліасі включає:
- Собор святого Григорія Просвітлювача (1940)
- Католикосатна бібліотека (1932)
- Церковний музей "Кілікія" (1997)

Комплекс Католикосату також включає мавзолей / кладовище, де поховані члени конгрегації Антеліас. Протягом певного періоду в Католикосаті також була розміщена початкова вірменська школа в межах комплексу Католикосате, але школа була перенесена на нове місце в декількох кілометрах через збільшення кількості учнів та класів, а також необхідності в додатковій класі простору.
Духовна семінарія, розташована в сусідніх горах Бікфая, також служить літньою резиденцією для католикосів та духовенства.

## Галерея

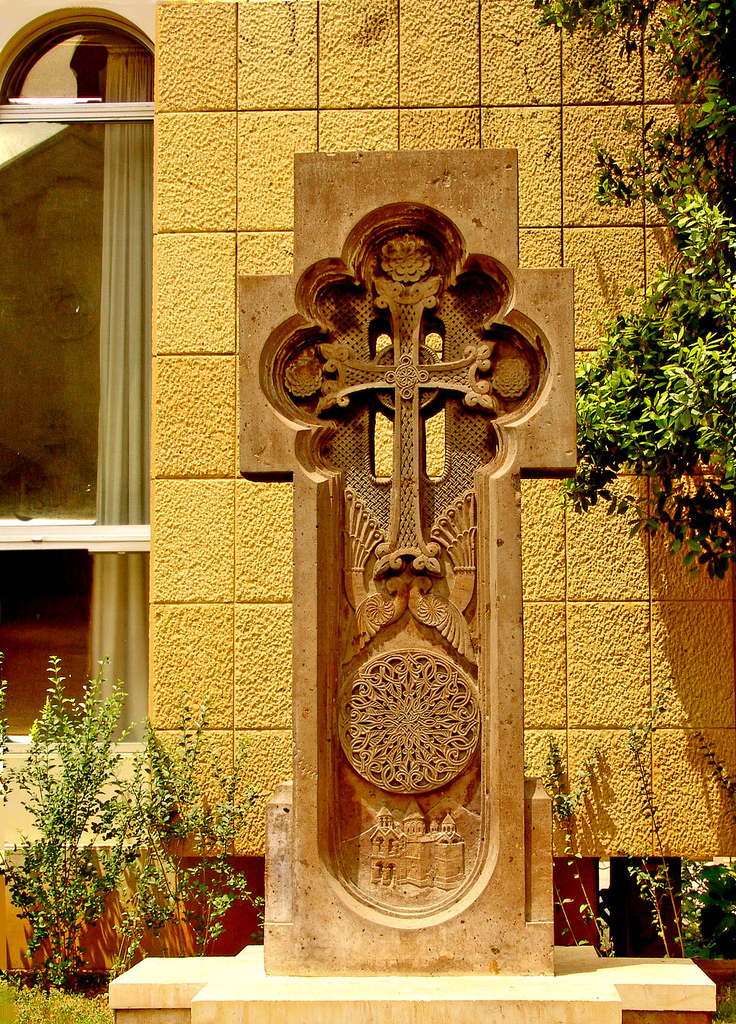
Хаткар у приміщенні
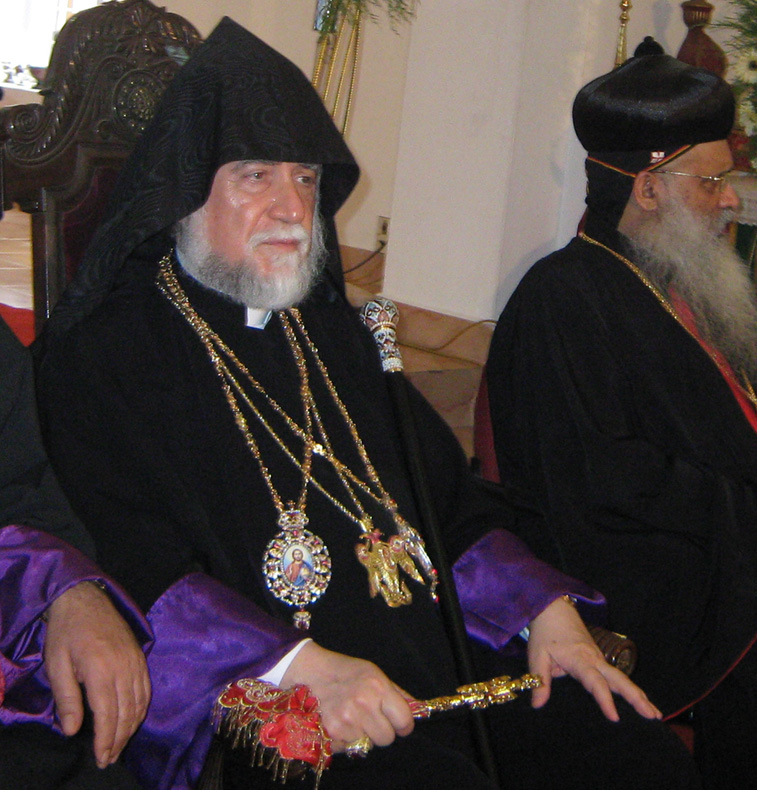
Арам I
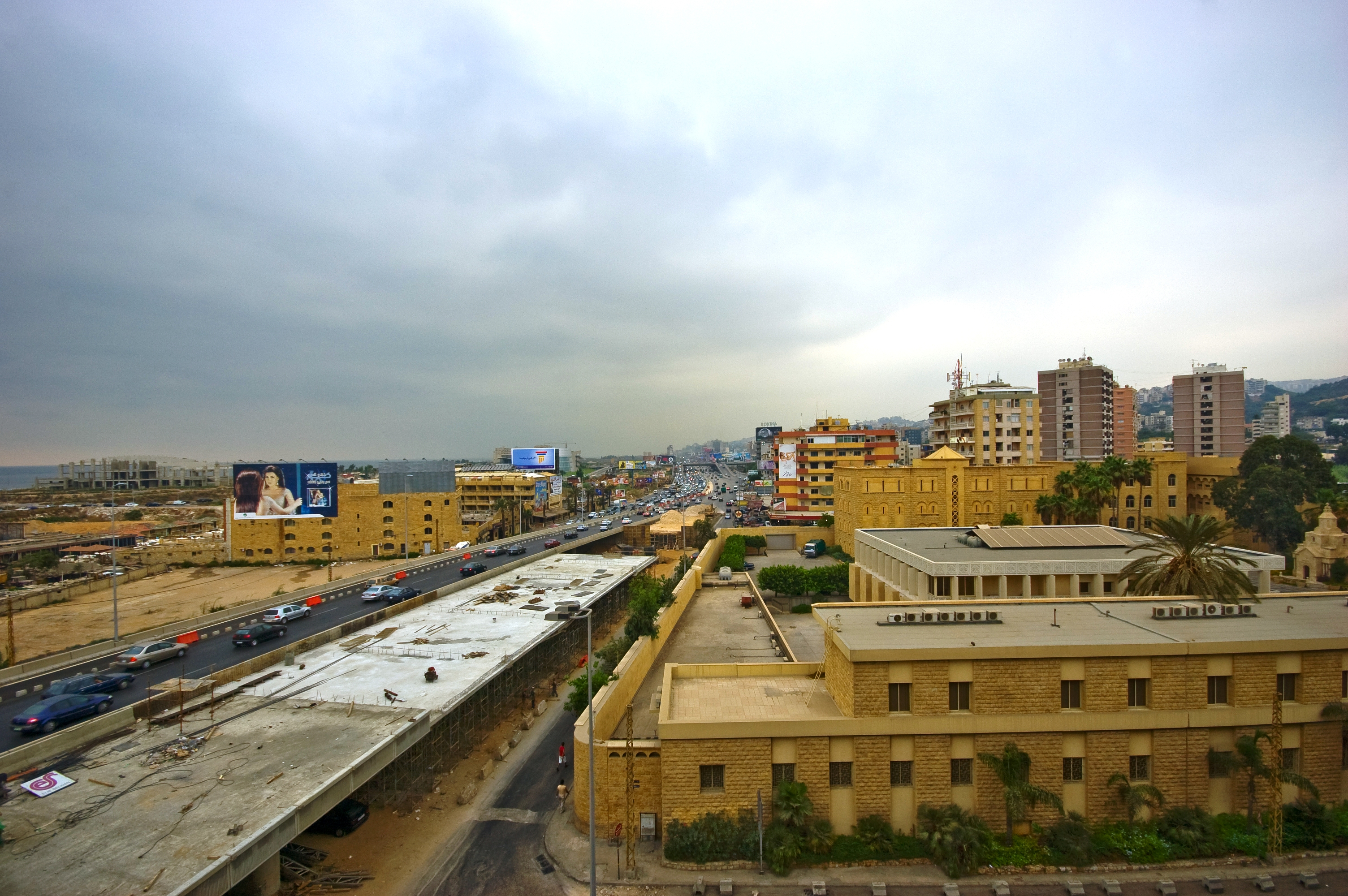
Частковий вигляд комплексу Католикосате на Середземному морі в Антеліасі
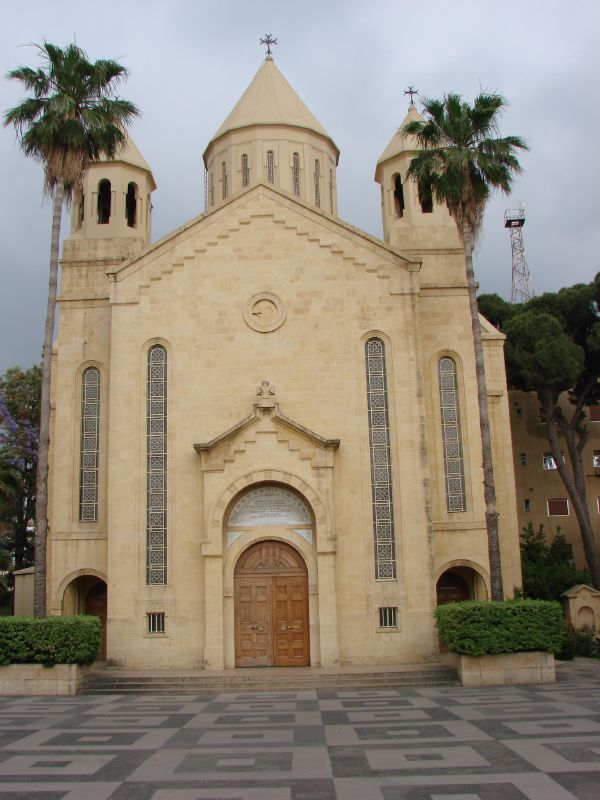
Собор святого Григорія Просвітителя (1940)
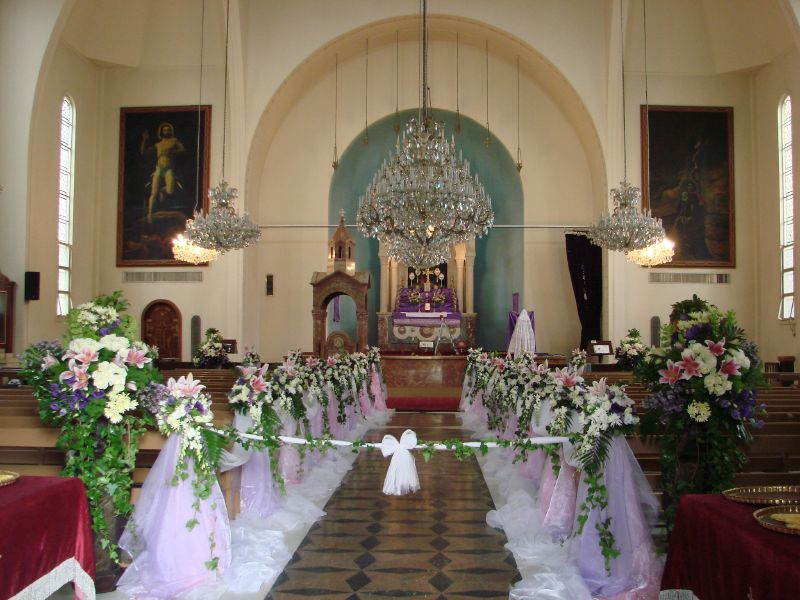
Інтер'єр Собору святого Григорія Просвітителя
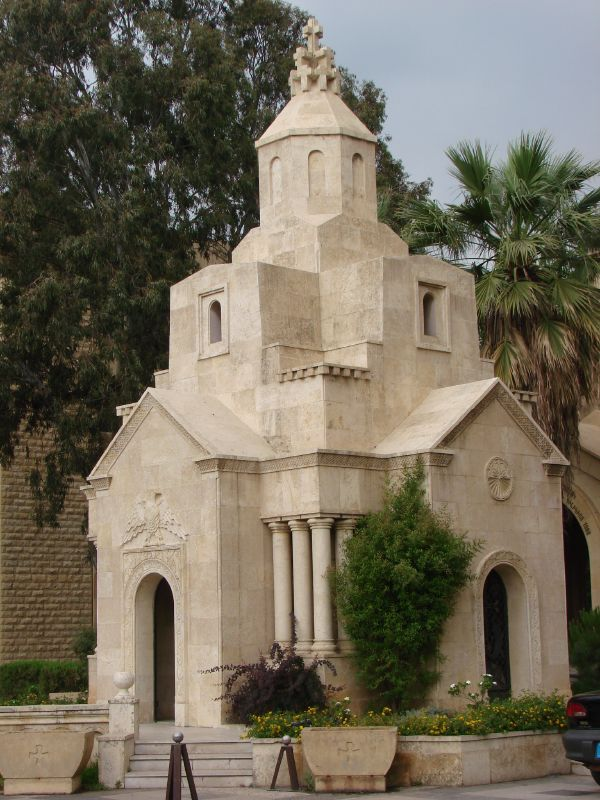
Memorial chapel to the Armenian Genocide at the Catholicosate premises in Antelias
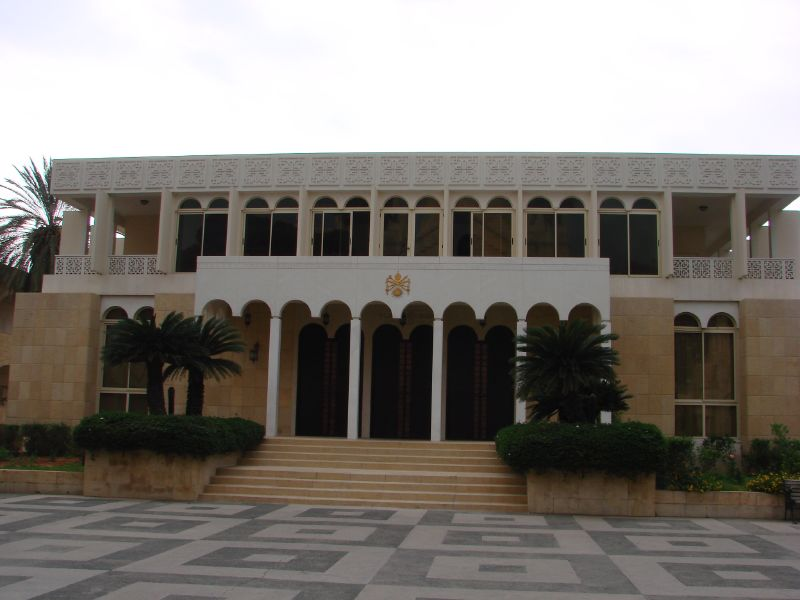
Вегаран, резиденція Католикоса в Антеліасі, Ліван
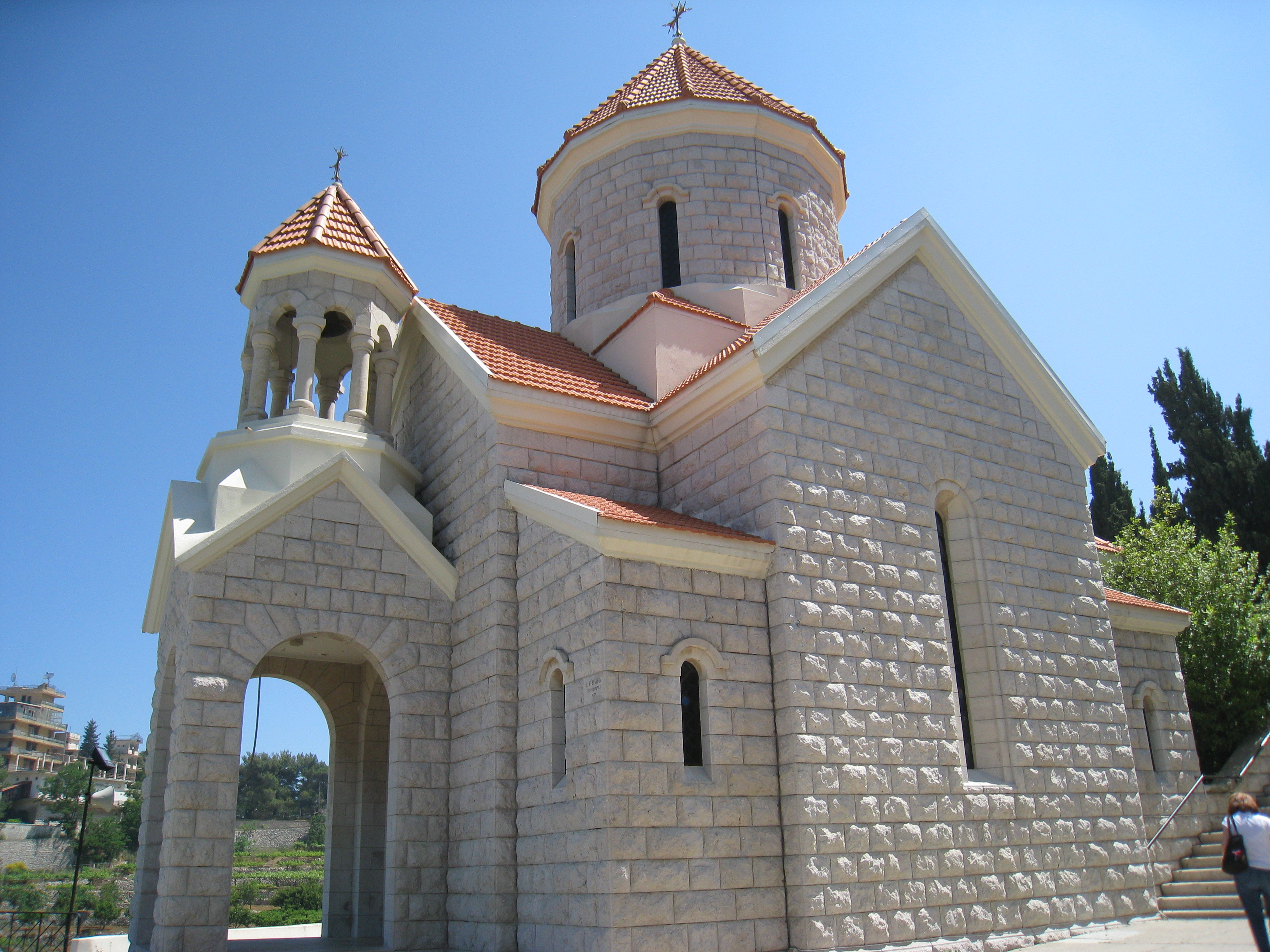
Церква Пресвятої Богородиці в семінарії в Бікфая